# 鈴木浩文 (俳優)
鈴木 浩文（すずき ひろふみ、1988年11月3日 - ）は、日本の俳優、脚本家。兵庫県西宮市出身。ミシェルエンターテイメント所属。

## 略歴
大学卒業後に銀行員として『半沢直樹』と同じ部署で働くが2年で退職。当時小説が好きだったので小説家になるか、高校の文化祭で劇をやったのが楽しかったので俳優になるかの二択まで絞り、「どんな結果であれ先に返事が来た方の道を進もう」と小説を一本書いて応募し、俳優の養成所にも願書を出した。先に結果が来たのがワタナベエンターテインメントカレッジだったので、俳優の道に進むことを決意し上京。
養成所在学中に同期だけで組んだ男5人組の演劇ユニット「CoZaTo ×」のメンバーとして、自分たちで舞台やYouTubeバラエティを制作している。CoZaTo xで公演した舞台を観に来ていた事務所の社長に声をかけられ、ミシェルエンターテイメントに所属することとなった。鈴木は2016年10月21日より所属。現在、CoZaTo xのメンバー5人中4人（染川翔、鈴木浩文、若林元太、栫良太）が同事務所に所属している。
2021年5月からTikTokの映像クリエイター集団ごっこ倶楽部を多田智・渡辺大貴・谷沢龍馬・早坂架威と共に立ち上げる。出演・脚本・演出等を担当している。
2022年、46作品目となるスーパー戦隊シリーズ『暴太郎戦隊ドンブラザーズ』でキジブラザー / 雉野つよし役で出演が決まり、スーパー戦隊シリーズ史上初の男性ピンク戦士となった。また東京ドームシティ シアターGロッソで行われた「暴太郎戦隊ドンブラザーズショー ドン3弾『キジのおんがえし』」にて、歴代初となる出演キャストでありながら脚本を務めた。

## 人物
両親と、妹が2人の5人家族。
自身の性格を「価値観がはっきりしている」「意地っ張り」「天邪鬼」と称し、「他人になにを言われるかは関係ない。自分がどうしたいか」を重視している。一方で「家族に恩返しをする」「友達が自慢できる人間になる」ことを念頭に仕事をしているなど、身内愛は強い。筑前煮が好き。
子供のころ、よく見ていた主なスーパー戦隊は『鳥人戦隊ジェットマン』『恐竜戦隊ジュウレンジャー』『五星戦隊ダイレンジャー』『忍者戦隊カクレンジャー』だという。

## 出演

### 映画
- トラフィックライト（小林聖 監督）- ツヨシ 役
- トロッコ家族（瀬戸菜有里 監督）- 隆之 役
- グラスホッパー（2015年11月7日公開、 瀧本智行 監督）- サラリーマン 役
- ムテキ（2016年2月6日公開、工藤頌子 監督） - 主演 健也 役
- スマホを落としただけなのに 囚われの殺人鬼（2020年2月21日公開、中田秀夫 監督） - 仮想通貨取引所社員 役
- 劇場（2020年7月17日公開、又吉直樹 原作・行定勲 監督）- 関西弁監修・観客 役
- 青くて痛くて脆い（2020年8月28日公開、狩山俊輔 監督） - 錦谷一義 役
- 事故物件 恐い間取り（2020年8月28日公開、中田秀夫  監督）- AD 役
- 窮鼠はチーズの夢を見る（2020年9月11日公開、行定勲 監督） - 後輩 役
- さつきのマドリ（2021年制作、葛里華 監督） - 漫画家 荒川匠 役[10][11]
- ゴトーさん（2021年3月9日公開、後閑広 監督） - 主演 ゴトーさん 役[12][13]
- ザ・ファブル 殺さない殺し屋（2021年6月18日公開、江口カン監督）
- 田中一樹（2021年7月31日公開、 海爾翰 Hugo 監督）- 主演 田中一樹 役
- アクトレス・モンタージュ（2021年12月3日公開、本広克行 監督企画・水口紋蔵 監督）- 梅原俊一 役[14]
- THE3名様〜リモートだけじゃ無理じゃ ね？〜（2022年4月8日公開、森谷雄監督）- パラちゃん 役
- 辻占恋慕（2022年5月21日公開、大野大輔 監督） - 横手監督 役
- 暴太郎戦隊ドンブラザーズ THE MOVIE 新・初恋ヒーロー（2022年7月22日公開、田﨑竜太 監督） - 雉野つよし / キジブラザー 役[15]
- MONDAYS/このタイムループ、上司に気づかせないと終わらない（2022年10月28日公開、竹林亮監督） - 木本のアシスタント / カップルの男 役[16]
- ひとりぼっちじゃない（2023年3月10日公開、伊藤ちひろ 監督） - 中華料理屋店員 役
- 犬、回転して、逃げる（2023年3月17日公開、西垣匡基 監督） - カフェの客 石田 役
- サイド バイ サイド 隣にいる人（2023年4月14日公開、伊藤ちひろ 監督） - 草鹿のマネージャー 役
- はざまに生きる、春（2023年5月26日公開、葛里華 監督） - カメラマン 役
- 在りのままで進め（2023年12月1日公開、宇賀那健一監督） - 照井利晃 役[17]
- レンタル家族（2025年5月4日公開、 上坂龍之介監督）[18]

### テレビドラマ
- ファイブ 最終話（2017年8月22日、フジテレビ） - 庄司健介 役
- ブラックペアン（2018年4月22日 - 6月24日、TBS） - 川原昌良 役[19]
- 花のち晴れ～花男 Next Season～ 第7話（2018年5月29日、TBS）
- 下町ロケット 第2シリーズ 第1話 - 第6話・最終話（2018年10月14日 - 11月18日・12月23日、TBS） - 田口拓也 役[20]
- べしゃり暮らし 第5話（2019年8月24日、テレビ朝日）
- チョコレート戦争〜朝に道を聞かば夕べに死すとも可なり〜 第4話（2020年2月1日、tvk） - 持田 役[21]
- ドラマスペシャル 庶務行員・多加賀主水5（2020年9月24日、テレビ朝日） - 風間洋平（研修生時代） 役
- この恋あたためますか 第1話（2020年10月、TBS） - オタク 役
- シリーズ江戸川乱歩短編集IV 新!少年探偵団 第1回「怪人二十面相」（2021年3月23日、NHK BSプレミアム） - 警官 役[22]
- スーパー戦隊シリーズ（テレビ朝日）
  - 暴太郎戦隊ドンブラザーズ（2022年3月6日 - 2023年2月26日） - 雉野つよし / キジブラザー 役[23]
  - ナンバーワン戦隊ゴジュウジャー 第22話（2025年7月20日） - 鳥飼翔 / レッドバスター 役[24]
- やさしい猫 第4話（2023年7月22日、NHK）-   武藤秀治郎  役
- キス×kiss×キス～LOVE ⅱ SHOWER～ パパ友とのキス（2023年12月14日、テレビ東京）-  三上隆司 役
- 仮面ライダーガッチャード 第30話（2024年4月7日、テレビ朝日）- スズキ 役
- 満タサレズ、止メラレズ（2024年6月23日 / 2024年10月2日 ABCテレビ）- 精神科医 役

### オリジナルビデオ
- スーパー戦隊シリーズ
  - 暴太郎戦隊ドンブラザーズVSゼンカイジャー（2023年9月27日、東映ビデオ） - 雉野つよし / キジブラザー 役[25]
  - 王様戦隊キングオージャーVSドンブラザーズ（2024年10月9日、東映ビデオ） - 雉野つよし / キジブラザー 役[26]
- 仮面ライダーガッチャード GRADUATIONS（2025年6月11日、東映ビデオ） - スズキ 役[27]

### 配信ドラマ
- スーパー戦隊シリーズ - 雉野つよし / キジブラザー 役
  - 暴太郎戦隊ドンブラザーズ スピンオフ コレがドンブラザーズの名乗りだ！ 暴太郎のホントの姿!?（2022年3月30日、YouTube）
  - 暴太郎戦隊ドンブラザーズvs暴太郎戦隊ドンブリーズ（2023年11月5日、東映特撮ファンクラブ） - 雉野つよし / キジブラザー / 牛丼ピンク 役
- SPINEAR THE PARANORMAL TELLER[28]- 柏木佑介 役
  - 「Man In The Instant Photo #1-Paranormal Pension」
  - 「Man In The Instant Photo #2-The Man」
- Abema 「Love or Delete（ラブデリ）〜今、婚活できない私たち〜」
- 劇団テレワーク ライブシネマ「けたたましく●すクマ -死の電気椅子-」（2020年6月20日・21日）- サエキ 役
- 短編演劇集Vol.1「連劇 トイレ・ストーリー」 第3話 ペルソナ狂い咲き！（2020年12月15日）[29]
- TikTokドラマ「変な時間帯」
  - 第2話「声」
  - 第3話「ひょっとこおしぼり」
  - 第4話「誕生日」
  - 第6話「事故物件」
  - 第14話「バスケがしたいです」
  - 第15話「アイドル」
- トリッパーズ（2024年8月9日 - 、YouTube 他）[30]

### テレビ番組
- 5時に夢中!（TOKYO MX） - メルプリ コーナーのゲスト
- 出川哲朗の恥の王様（MBS） - 再現VTR 中川家の父 役
- フジテレビ 呼び出し先生タナカ（2023年5月15日、2023年8月7日）
- テレビ朝日 全力坂（2024年2月15日、南馬込四丁目の坂／2024年3月7日、鐙坂）

### ラジオ
- レインボータウンFM「シネマストリート」レギュラーレポーター
- タカハシシンノスケ・鈴木浩文はラジオがやりたい。（2023年10月2日 - 2024年12月30日、ラジオ日本）
- ラジふみ～鈴木浩文の楽屋ラジオ～（2025年1月6日 -、ラジオ日本）

### 舞台
- T-Riot「リベンジ・ケージ・ノスタルジー」（2013年9月19日-23日、池袋GEKIBA）
- 劇団居酒屋ベースボール第13試合「灰色の蝶」team BABELL旗揚げ公演（2013年12月17日-22日、下北沢GEKI地下liberty）- 上村 役(Izabell Ver.)[31]
- 基礎科10期生自主公演舞台 シェイクスピア「マクベス」（2014年3月9日、ワタナベエンターテイメントカレッジA館5F ライブシアター）
- T-Riot「ラスト・カーニバル・リズム」（2014年4月19日-27日、池袋GEKIBA）- 祇園チーム[32]
- office HOMME produce「クジラの歌」（2014年5月26日-6月1日、下北沢GEKI地下liberty）- 白井 役(Bチーム)[33][34]
- TEAM COZATO「下荒井兄弟のスプリング、ハズ、カム。」（2014年6月28日・29日、ワタナベエンターテイメントカレッジA館5F ライブシアター）- 下荒井大洋 役
- 全労済ホール／スペース・ゼロ 提携公演 ショーGEKI大魔王2014「飛ぶ教室」（2014年11月19日-24日、 全労済ホール／スペース・ゼロ）- アンサンブル[35]
- TEAM COZATO「リベンジ・ケージ・ノスタルジーⅢ」（2014年12月16日・17日、ワタナベエンターテイメントカレッジ）- 仲本勝太 役
- ワタナベエンターテイメントカレッジ 第10期4月・第1期10月生卒業公演 Remix Live「新八犬伝」（2015年2月26日-28日、新宿 全労済ホール スペース・ゼロ）- サジロウ 役(誓乃珠チーム)
- 演劇企画ユニット 劇団山本屋「あまもり」（2015年4月1日-5日、東京芸術劇場 シアターウエスト）- 雨チーム べろだし 役 [36]
- T-Riot「プリゾナー・アンドロメダ」（2015年5月23日-31日、阿佐ヶ谷アルシェ）- 主演 森英雄 役[37]
- 劇団龍門プロデュース公演「The Game Of Life」（2015年7月24日-26日、シアターシャイン）- 主演 たかし 役[38]
- 「天元突破グレンラガン〜炎撃篇〜其の弐・其の参」（2015年9月17日-22日、シアター1010）- アーテンボロー 役
- 劇団居酒屋ベースボール 22作品3ヶ月ロングラン公演 えのもとぐりむ作品集 第2部 「WHITE TIME」（2015年11月10日・12日-15日、下北沢GEKI地下Liberty）- ヤマネ 役[39]
- 劇団居酒屋ベースボール　22作品3ヶ月ロングラン公演 えのもとぐりむ作品集 第5部 人の類い、十二の亜種(午・申・亥編)「猿の類い」（2015年12月2日-6日、下北沢GEKI地下Liberty）- 玉居 役[40]
- CoZaTo × 石黒翔 「その、ひぐらしは茜空のもとに。」（2016年1月15日-17日、ワーサルシアター／2016年1月23日・24日、ドラマシアターども）- ガンちゃん 役[41]
- T-Riot EX 2016「オレがアイツでアイツがオレで」（2016年2月25日-28日、池袋GEKIBA）[42]
- T-Riot「ビタースウィート・テイルズ」 ミラクル編（2016年5月25日-29日、ワーサルシアター）- 主演 恵一 役[43]
- Rocket Roid!! rise.02「Code-7’s」（2016年8月10日-14日、八幡山ワーサルシアター）- 一平 役
- T-Riot「インビジブル・シャドウ」（2016年9月14日-18日、萬劇場）- 淋堂 役(月チーム) [44][45]
- リーディングライブ「オリベリスに笑顔を」（2016年9月24日、JOY JOY STATION）- ジョアンナ 役
- 劇団YAMINABE「HOST NOODLE」（2016年10月27日-30日、池袋GEKIBA）- 主演 健二 役[46]
- D'TOT 7th Act 舞台「緋色八犬伝」（2017年2月2日-5日、 銀座博品館劇場 ）- 扇谷定正 / 土人形 役
- 演劇集団SUMMER☆SAIL 第二回公演 リーディングライブ「オリベリスに笑顔を 外伝 〜Voice of Memory〜」（2017年5月19日・20日、赤坂CHANCEシアター）- 声のみ出演
- 劇団骸骨ストリッパー 超古代マンガ活劇公演「雷火」（2017年6月22日-26日、武蔵野芸能劇場）- タキ 役 （NON STYLE石田明脚本）[47]
- HYBRID PROJECT Vol.15 RANPO chronicle「冥府の箱」（2017年8月9日-8月13日、シアターサンモール）- 部屋の人 役
  - 本公演「 目羅博士の不思議な犯罪 」- 主演 語る男 役
  - サテライト公演「D坂の殺人事件」
- CoZaTo ×望月龍太 「本日貸し切り」（2017年8月18日-20日、音部屋スクエア）- 脚本・舞台演出・真中義道 役[48]
- BQMAP公演 page180648 アンモナイトシリーズ二作品平行上演（2018年6月20日-24日、シアターサンモール）
  - 「月感アンモナイト」- 準主演
  - 「パノラマスイッチ」- 主演
- BQMAP公演 page190950「エラトステネスの篩」アンモナイトシリーズ最終章（2019年9月4日-8日、シアターサンモール）- 準主演 平井太郎 役
- 神田時来組「次郎長、渡世人辞めるってよ」（2019年12月11日-15日、俳優座劇場）- 瓦版屋男 役
- 遅咲会第15回公演「どんでん返しを求めて」（2020年11月10日-11月15日、サンモールスタジオ）- 長谷川 役[49]
- RANPO chronicle 妄想博覧会「 算盤が恋を語る話 」（2021年3月19日、LIVE配信）- 主演 妄想男 役
- 遅咲会第17回公演「はりぼて予知のその先に」（2021年11月3日 - 7日、大塚萬劇場）[50] - 主演 杉浦スグル 役
- 家族草子 池袋2021秋公演「想い出バトン」「手のひらが覚えてる」（2021年11月18日・19日、としま区民センター・多目的ホール）
- RANPO chronicle 妄想博覧会〜カフェ・ド・ミラージュ〜 「D坂の殺人事件」[51]（2021年11月25日-28日、シアタープラッツ）- 私 役
- 暴太郎戦隊ドンブラザーズショー ドン3弾 特別公演「〝キジのおんがえし〟.....という おはなし」（2023年1月7日・8日・9日・14日・15日・21日・22日・28日・29日、シアターGロッソ）- キジブラザー/ 雉野つよし 役
- 暴太郎戦隊ドンブラザーズショー シリーズ第4弾「招く猫には何来たる？Gロッソは大波乱で大団"縁"！！」（2023年2月4日・5日・11日・12日・18日・19日・23日・25日・26日・3月4日・5日・11日・12日・18日・19日、シアターGロッソ）- キジブラザー/ 雉野つよし 役
- 劇団鹿殺し2023年本公演「ザ・ショルダーパッズ『この身ひとつで』」（2023年7月13日-7月18日、本多劇場）
  - 「鹿版 The Wizard of OZ」- オジー / マンチキン・ウインキーの男 / 森の動物 / 木の怪物 / 大蛇 / 民 / 玉座 / 翼の生えた猿 役
  - 「鹿版 銀河鉄道の夜’23」- 生徒 / 活版所の店主 / 銀河鉄道 / カンパネルラの父 役
- タカハシシンノスケはフェスがやりたい 第一幕「もっぱらの噂」（2024年1月21日、LOFT9 Shibuya）- 脚本・演出・包帯男 / 筋肉占い師 / ヤクザ / 部屋の主 役
- リーディングシアター シャーロック・ホームズシリーズ（2024年5月12日、サンシャイン劇場）[52]
  - 「緋色の研究」- 主演 シャーロック・ホームズ 役
  - 「四つの署名」- ワトソン 役
- 朗読劇「ROOM」（2024年5月21日、こくみん共済 coop ホール／スペース・ゼロ）
  - 「缶詰」- オサム(スランプ中の作家) 役
  - 「家族旅行」- 美桜(末女) / じいじ / ばあば 役
  - 「旦那デスノート」- 川崎ユキ 役
  - 「スイート」- 将大 役
- CoZaTo x ９周年記念企画！〜１泊２日のバスツアー in 山梨 〜 CoZaTo × バスツアー公演「自慰と上」（2024年5月25日、 楽気ハウス甲斐路 ）- 脚本・演出・ 直里愛之 役
- CoZaTo × 夏祭り公演！ （2024年9月22日・23日、ブルースクエア四谷）- 脚本・演出[53]
  - 「かくりんとせいがん」- 猫又 役
  - 「水化石灰大戦」- 姫甘泉まさお 役
  - 「コリジョン・コース・コホート」- 甲斐郁也 役
- こくみん共済 coop ホール／スペース・ゼロ 提携公演　bpm本公演 「アヴェ・マリターレ！」（2025年1月9日-1月12日、 こくみん共済 coop ホール／スペース・ゼロ ）- 金成優一 役[54]
- ザ・プレイボーイズ第12回公演「パラレルワールドより愛をこめて」（2025年2月2日-9日、 下北沢・シアター711）- 主演 散原蘭太郎 役[55]
- 演劇ユニットCoZaTo × 10周年記念公演「プリン山集合で」（2025年5月23日-25日、シアターグリーン BOX in BOX THEATER）- 脚本・演出・武庫川直人 役[56]
- 朗読劇「ROOM 2025」（2025年6月26日・27日・7月4日、シアターサンモール）[57]
  - 第一話「ドアを開けて」- 鬼塚幸介 役(6月26日公演)、鬼塚父・犬島 役(6月27日公演)、岡山真実 役(7月4日公演)
  - 第二話「教室のシンデレラ」- 春香・継母 役(6月26日公演)、夏美・シンデレラ 役(6月27日公演)、冬子・魔法使い・姉 役(7月4日公演)
  - 第三話「夏祭りの夜」- ちえり 役(6月26日公演)、雨音 役(6月27日公演)、砂川 役(7月4日公演)
  - 第四話「月の裏側で」- WZヨシダ3 役(6月26日公演)、ツキ 役(6月27日公演)、父 役(7月4日公演)
- パフォーマンスリーディング公演「百年の虎独」（2025年9月13日-14日〈予定〉、北沢タウンホール）

### CM
- JR東日本[58]
- ヒロメル[59]
- 三井住友トラスト・アセットマネジメント[60]
- 三菱ケミカル[61]
- 丸紅アークログ株式会社 / 企業広告[62]
- プーマ ジャパン/PUMA SUEDE
- 大和証券 CONNECT
- NetEase Games / 荒野行動
- Blue Planet-works / APPGUARD
- 東北ろうきん（東北労働金庫）
- ByteDance / TikTok
- 三幸製菓 / チーズアーモンド「ホラー映画よりホラー」篇
- ベクトル
- リクルート / indeed
- まるか食品 / ペヤング
- IKEA
- ニッカウヰスキー（アサヒグループ） / ブラックニッカクリア
- JINS
- Amazon Japan / Amazon Prime Video
- 日産
- 森ビル / ブランドムービー
- サッポロビール / 麦とホップ
- 大塚製薬 / 賢者の食卓ダブルサポート
- N-Village
- 日本財団
- ミスミ
- SMBC日興証券
- ネスレ日本 / ネスカフェ ゴールドブレンド
- マクドナルド / ハッピーセット ポケモン「ピカチュウと挑戦！」篇
- 東京ドーム / 東京ドームシティ シアターGロッソ 暴太郎戦隊ドンブラザーズショー ドン3弾 特別公演 「〝キジのおんがえし〟......という おはなし」
- 東京ドーム / 東京ドームシティ シアターGロッソ  暴太郎戦隊ドンブラザーズショー シリーズ第4弾「招く猫には何来たる？Gロッソは大波乱で大団"縁"！！」
- 日本コカ・コーラ / リアルゴールド キングダム REAL GOLD「気分すっきり大逆転」篇[63]
- テレビ神奈川/ tvkハウジングプラザ横浜50周年CM[64]
- イオンカード 縦型ショートドラマ
- イオンカード「まいクラウドファンディング」WEB CM[65]
- ニッポンハム / サステナビリティプラ削減編[66][67]

### MV
- MOROHA「革命」
- sommeil sommeil 「映画みたい」
- GOKKO CLUB 「アンガージュマン」

### MAGAZINE
- TV LIFE 連載『ドンブラものがたり』
- CHEER Vol.27『東映特撮Natural Face vol.5』
- NYLON JAPAN 『365 ANNIVERSARY』2023年2月 WEB掲載
- NYLON JAPAN 2023年6月号 本誌掲載
- MiRAKUU Vol.45（2024年冬号）

### YouTube
- 告ったり、フラれたり #29 「この日からわたしの担当は変更されていた」[68]
- 劇団テレワーク「最高のテレワークマナー」- 財前浩史 役
- FUJIFILM GFX100s Test Shoot [TOUCH][69]
- イケメン俳優の1日保育士体験 鈴木浩文 MiRAKUU Vol.45[70]
- テレビ東京 Cross Voice 第二回[71]
- バトオフ e-BATTLE of Season3

### 玩具
- 暴太郎戦隊ドンブラザーズ ドンブラスター -MEMORIAL EDITION-（2023年11月20日）
- 暴太郎戦隊ドンブラザーズ ザングラソード -MEMORIAL EDITION-（2024年1月26日）

## 脚本
- Radiotalk ミシェル放送局「鈴木浩文のおつまみラジオドラマ」
- 演劇企画チーム518「フィクション」part1「クラガリカラウシ」（2021年4月29日、 GINZA Lounge ZERO ）
- 演劇企画チーム518「フィクション」part2「which to choose」（2021年7月3日、GINZA Lounge ZERO）
- エンターテイメント総合企画団体 Zero From ViStar「SUMMERY」短編オムニバス作品「かくりんとせいがん」（2021年8月28日、GINZA Lounge ZERO）
- 演劇企画チーム518「フィクション」part3「コリジョン・コース・コホート」（2021年10月2日、 GINZA Lounge ZERO ）
- 演劇企画チーム518「フィクション」part4（2022年1月22日・23日、 GINZA Lounge ZERO ）
  - 「はぐれガラスの定婚店」
  - 「あまふらばさめよ2」
- TikTok ごっこ倶楽部 の作品多数（2021年5月 - ）
  - 世界初縦型長編映画「アンガージュマン」
  - Da-iCEコラボドラマ「ダンデライオン」
- 暴太郎戦隊ドンブラザーズ 劇場版CM（2022年7月）
- シアターGロッソ・暴太郎戦隊ドンブラザーズショー ドン三弾「キジのおんがえし......というおはなし」（2022年11月12日-2023年3月19日）[72]
- BUMP配信ドラマ
  - 「あなたの愛が、毒だとしても。」
  - 「6股彼氏 史上最高の復讐を」
  - 「シンデレラコンプレックス」
- ABCテレビ「満タサレズ、止メラレズ」
  - 買い物・SNS依存編（2024年6月23日）
  - アルコール依存編（2024年10月2日）
- 横浜美少女図鑑企画YouTubeドラマ
  - 「ある喫茶店のお話 A面」
  - 「ある喫茶店のお話 B面」
  - 「エナジーセラピー」
  - 「雑燃紛燃女子会」

## 作品

### キャラクターソング
| 発売日         | 商品名                                              | 歌 | 楽曲                                   | 備考                                               |
| -------------- | --------------------------------------------------- | --- | -------------------------------------- | -------------------------------------------------- |
| 2022年11月23日 | 暴太郎戦隊ドンブラザーズ EP vol.4                   | ドンモモタロウ / 桃井タロウ（樋口幸平）、サルブラザー / 猿原真一（別府由来）、オニシスター / 鬼頭はるか（志田こはく）、イヌブラザー / 犬塚翼（柊太朗）、キジブラザー / 雉野つよし（鈴木浩文）、ドンドラゴクウ / ドントラボルト / 桃谷ジロウ（石川雷蔵）、ソノイ（富永勇也）、ソノニ（宮崎あみさ）、ソノザ（タカハシシンノスケ） | 「アバターパーティー!ドンブラザーズ!」 | 特撮テレビドラマ『暴太郎戦隊ドンブラザーズ』関連曲 |
| 2023年3月1日   | 暴太郎戦隊ドンブラザーズ キャラクターソングアルバム | 雉野つよし / キジブラザー（鈴木浩文） | 「マイワイフ is マイライフ」           | 特撮テレビドラマ『暴太郎戦隊ドンブラザーズ』関連曲 |